# Ивочкина, Нина Михайловна
Ни́на Миха́йловна Ивочкина (род. 13 марта 1941) — советский и российский математик, заслуженный работник высшей школы Российской Федерации (2001), лауреат премии имени С. В. Ковалевской (1997).

## Биография
В 1963 году закончила математико-механический факультет ЛГУ, кафедра математической физики.
В 1968 году — защита кандидатской диссертации, научный руководитель профессор Н. Н. Уральцева.
В 1984 году — защита докторской диссертация, тема «Метод интегральных неравенств в некоторых задачах математической физики и геометрии».
С 1966 по 2012 годы — работала в Санкт-Петербургском государственном архитектурно-строительном университете.
С 2013 года по 2018 работает на кафедре математической физики математико-механического факультета Санкт-Петербургского государственного университета.
С 2019 года работает на кафедре математики Санкт-Петербургского государственного архитектурно-строительного университета.
Под её руководством были защищены три кандидатские диссертации.
Член Санкт-Петербургского Математического общества и член AMS (Американское математическое общество).

## Награды
- Премия имени С. В. Ковалевской (1997) — за цикл работ «Нелинейные уравнения с частными производными»
- Заслуженный работник высшей школы Российской Федерации (2001)